# ネクロマンティクス

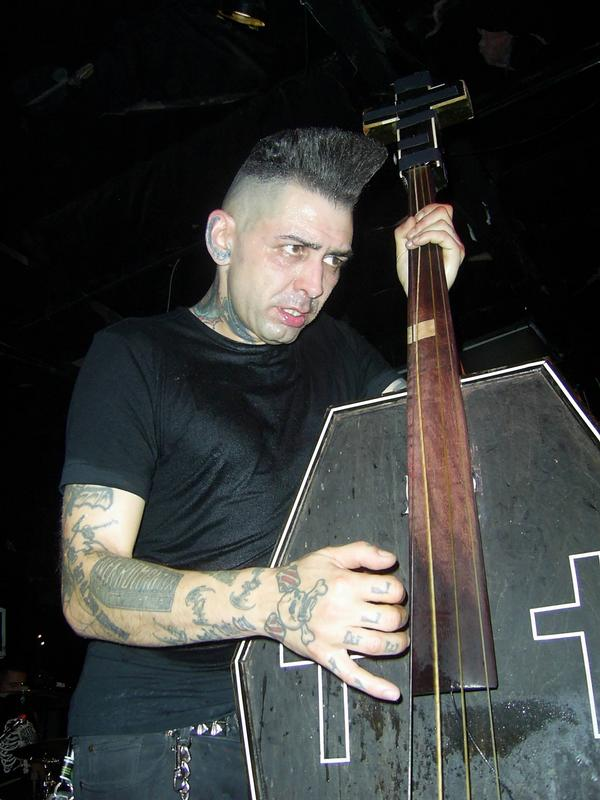
キム・ネクロマンと棺桶型ダブルベース

ネクロマンティクス（Nekromantix）は、1989年にデンマークのコペンハーゲンで結成されたサイコビリー・バンド。
フロントマンであるキム・ネクロマンの棺桶型ダブルベースがトレードマーク。
初期の10年間でヨーロッパの様々なレーベルから5枚のアルバムをリリースし、その後、2000年代初頭にロサンゼルスのヘルキャット・レコードと契約。

## 概要
ロカビリー・バンドでドラムを叩いていたキム・ネクロマンは、デンマーク海軍を退任後、ダブルベース&ボーカルで、ホラーをテーマにしたサイコビリー・バンドの活動に着手する。そしてギタリストのパオロ・モリナーリ、ドラマーのセバスチャン・ジェンセンを誘い、ネクロマンティクスが誕生した。
トレードマークである「コフィンベース」と呼ばれるネクロマン自作の棺桶型ダブルベースは、初期は実際の棺桶（子供用）を改造して作成されたが、音のクオリティーや運搬性を追求した結果、現在の折り畳み式となった。
6ヶ月間のスタジオ練習と2回のライブの後、ドイツのハンブルクで行われた大規模なサイコビリー・フェスティバルに出演。彼らのパフォーマンスはTombstone Recordsの目に留まり、レコーディング契約を獲得。ファースト・アルバム『Hellbound』が完成した。
ヨーロッパ・ツアーを開始。当時、イギリスではサイコビリーが盛り上がっており、ヨーロッパのサイコビリー界で一躍有名となった。1991年にはNervous Recordsよりセカンド・アルバム『コーズ・オブ・コフィン』をリリース。タイトル曲をミュージックビデオとしてプロモーションを行い、MTVの番組『Alternative Nation』で放送された。
その後、フィンランド、ドイツ、イギリス、オランダ、ベルギー、スウェーデン、フランスなどヨーロッパの大部分をツアーし、来日ツアーも行った。アメリカ合衆国では、CDが輸入品として扱われていながらもカルト的な人気を獲得し始めた。

## 活動歴
1999年、コペンハーゲンでの「Stengade30」で10周年記念ライブ（ライブ・アルバム『Undead 'n' Live』として翌年リリース）を開催。
2000年、9日間にわたるアメリカ西海岸ツアー。
2001年、ランシドのシンガー、ティム・アームストロングがオーナーのヘルキャット・レコードと契約。

## ディスコグラフィ

### スタジオ・アルバム
- Hellbound (1989年、Tombstone)
- 『コーズ・オブ・コフィン』 - Curse of the Coffin (1991年、Nervous) ※旧邦題『ロカビリー天国、サイコビリー地獄』
- 『ブロート・バック・トゥ・ライフ・アゲイン』 - Brought Back to Life (1992年、Intermusic) ※旧邦題『魔人転生』
- 『デーモンズ・ア・ガールズ・ベスト・フレンド』 - Demons Are a Girl's Best Friend (1996年、Record Music Denmark)
- 『リターン・オヴ・ザ・ラヴィング・デッド』 - Return of the Loving Dead (2002年、Hellcat)
- 『デッド・ガールズ・ドント・クライ』 - Dead Girls Don't Cry (2004年、Hellcat)
- 『ライフ・イズ・ア・グレイヴ&アイ・ディグ・イット!』 - Life Is a Grave & I Dig It! (2007年、Hellcat)
- What Happens in Hell, Stays in Hell (2011年、Hellcat)
- A Symphony of Wolf Tones & Ghost Notes (2016年、Hellcat)

### ライブ・アルバム
- Undead 'n' Live (2000年、E.S.P. / Kick Music)
- 3 Decades Of Darkle (2019年、Cleopatra)

### コンピレーション・アルバム
- 『ナイト・オブ・ザ・ラヴィング・デッド〜ベスト・オブ・90's』 - Night Of The Loving Dead - The Best Of 90's (2003年、Hellbilly Inc.)